# Шахбазова, Джамиля Висиралиевна
Джамиля Висиралиевна Шахбазова (5 мая 1970 года, Хасавюрт, ДАССР, РСФСР, СССР) — российская актриса, Народная артистка Чеченской Республики (2012), общественный деятель.

## Биография
Родилась 5 мая 1970 года в городе Хасавюрт. В 1994 году окончила Краснодарский государственный институт культуры, куда в 1989 году Джамиля Шахбазова по направлению Министерства культуры Дагестана поступила.

## Работа в театре
С 1994 года — ведущая актриса Чеченского государственного драматического театра им. Ханпаши Нурадилова.
С 2003 года Джамиля Шахбазова совмещает театральную деятельность в Грозном с работой в городском Центре «Спартак» Управления культуры администрации МО «город Хасавюрт». В родном городе она руководит художественным кружком.

## Награды и звания
- Заслуженная артистка Чеченской Республики (2008)[3].
- Народная артистка Чеченской Республики (2012).
- Почётная грамота Союза театральных деятелей РФ (2017).
- Почётный знак «За трудовое отличие» (2022)[4].

## Семья
Отец — Висрали, мать — Патимат. У неё две сестры — Индира и Эльмира и брат Залимхан.